# 吴铭道
吴铭道（?—?），字复古，贵池（今安徽省贵池县）人。
吳應箕之孫。父吳孟堅。吴铭道堅守祖訓，明亡後不仕，游迹半天下。又工於詩，多為山水詩，潘稼堂稱：“复古示余《滇海》诗，山川形胜，摹写如绘，才识志趣，卓荦不群。”著有《复古诗集》、《滇海集》。